# Bjelasica

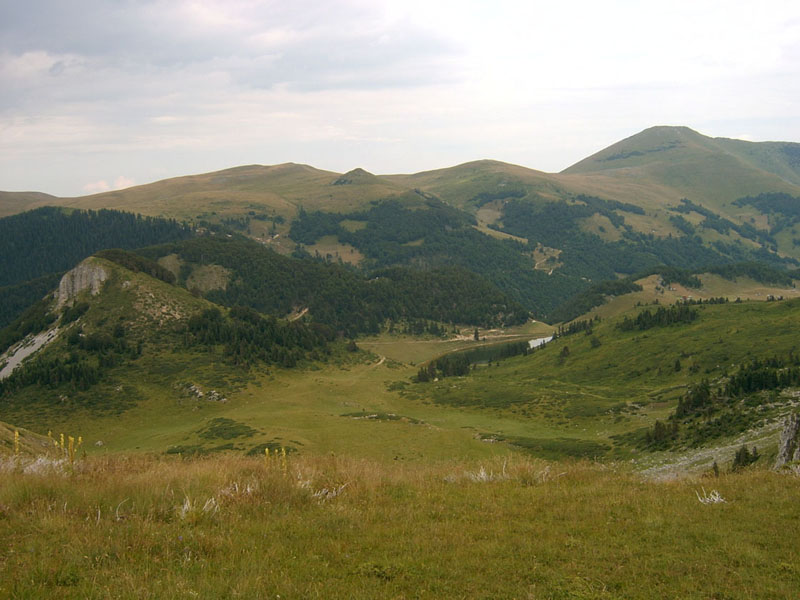
Bjelasica au mois d’août

Bjelasica (cyrillique : Бјеласица) est une montagne au nord du Monténégro. Son sommet nommé Crna Glava (« Pic noir ») culmine à 2 139 mètres d'altitude.
La montagne s’étend sur une zone de 630 km2 contenant 5 des 21 municipalités du pays (Kolašin, Mojkovac, Bijelo Polje, Berane, et Andrijevica).